# Coal Hill
Coal Hill é uma cidade localizada no estado americano de Arkansas, no Condado de Johnson.

## Demografia
Segundo o censo americano de 2000, a sua população era de 1001 habitantes.
Em 2006, foi estimada uma população de 1057, um aumento de 56 (5.6%).

## Geografia
De acordo com o United States Census Bureau, a localidade tem uma área de 7,0 km², sem área coberta por água. Coal Hill localiza-se a aproximadamente 144 m acima do nível do mar.

## Localidades na vizinhança
O diagrama seguinte representa as localidades num raio de 16 km ao redor de Coal Hill.